# Gymnelus
Gymnelus es un género de peces de la familia Zoarcidae en el orden de los Perciformes.

## Especies
- - Gymnelus andersoni  Chernova, 1998
  - Gymnelus barsukovi  Chernova, 1999
  - Gymnelus diporus    Chernova, 2000]
  - Gymnelus esipovi    Chernova, 1999
  - Gymnelus gracilis   Chernova, 2000
  - Gymnelus hemifasciatus  Andriashev, 1937
  - Gymnelus obscurus   Chernova, 2000
  - Gymnelus pauciporus  Anderson, 1982
  - Gymnelus platycephalus  Chernova, 1999
  - Gymnelus popovi     Taranetz & Andriashev, 1935
  - Gymnelus retrodorsalis  Le Danois, 1913
  - Gymnelus soldatovi  Chernova, 2000
  - Gymnelus taeniatus  Chernova, 1999
  - Gymnelus viridis    Fabricius, 1780

.